# Now We May Begin
Now We May Begin – czwarty album studyjny amerykańskiej piosenkarki jazzowej Randy Crawford, wydany 9 maja 1980 przez wytwórnię Warner Bros. Records pod numerem katalogowym BSK 3421 (USA). Jeden z najciekawszych albumów w dyskografii artystki. Pierwszy album zawierający przebój z pierwszych pozycji list przebojów. Nagranie „One Day I’ll Fly Away” w Belgii i Holandii dotarło do miejsca pierwszego, natomiast w Wielkiej Brytanii do pozycji drugiej. Również nagrania „Same Old Story (Same Old Song)”, „Last Dance at Danceland” i "Tender Falls the Rain" cieszyły się sporym powodzeniem.

## Spis utworów
| A1. | "Last Night at Danceland" (Joe Sample/Will Jennings)                   | 4:53  |
|     |                                                                        |       |
| A2. | "Tender Falls the Rain" (Randy Crawford)                               | 4:13  |
|     |                                                                        |       |
| A3. | "My Heart is not as Young as It Used to Be" (Joe Sample/Will Jennings) | 3:51  |
|     |                                                                        |       |
| A4. | "Now We May Begin" (Joe Sample)                                        | 4:52  |
|     |                                                                        |       |
| B1. | "Blue Flame" (Joe Sample/Will Jennings)                                | 6:25  |
|     |                                                                        |       |
| B2. | "One Day I’ll Fly Away" (Joe Sample/Will Jennings)                     | 5:00  |
|     |                                                                        |       |
| B3. | "Same Old Story (Same Old Song)" (Joe Sample/Will Jennings)            | 4:05  |
|     |                                                                        |       |
| B4. | "When Your Life Was Low" (Joe Sample/Will Jennings)                    | 3:20  |
|     |                                                                        |       |
|     |                                                                        | 36:39 |
|     |                                                                        |       |

## Muzycy
- Randy Crawford – śpiew
- Gwen Owens – chórki
- Julia Tillman – chórki
- Maxine Willard – chórki
- Melvin Franklin - chórki
- Abraham Laboriel – gitara basowa
- Wilton Felder – gitara basowa
- Stix Hooper – perkusja
- Mike Baird - perkusja
- Dean Parks – gitara
- Roland Bautista – gitara
- Timothy May – gitara
- Joe Sample – instrumenty klawiszowe
- Eddie Brown – instrumenty perkusyjne
- Paulinho Da Costa – instrumenty perkusyjne
- Oscar Brashear – trąbka

## Produkcja
- Stix Hooper – producent
- Joe Sample – producent, aranżer
- Wilton Felder – producent
- Tom Hooper – kierownictwo
- Jeremy Smith – inżynier dźwięku
- Hill Brin Swimmer – asystent inżyniera
- Richard Seireeni – kierownictwo artystyczne
- Bernie Grundman – mastering
- Howard Siegel – miksowanie
- Rick Ruggieri – miksowanie (nagrania: A1, A3, B1)
- Bob Margouleff - miksowanie
- Pamela Hope Lobue – koordynator produkcji
- Michael Lovelady – koordynator sprzętu specjalnego
- Norman Seeff – zdjęcia

## Pozycje na listach
| Lista 1980                      | Pozycja |
| ------------------------------- | ------- |
| Lista amerykańska Jazz Albums   | 14      |
| Lista amerykańska R&B Albums    | 30      |
| Lista amerykańska Billboard 200 | 180     |
| Lista brytyjska UK Albums Chart | 10      |
| Lista holenderska               | 4       |
| Lista norweska                  | 31      |

## Notowania singli
| Rok  | Singel                           | Notowania                        | Poz. |
| ---- | -------------------------------- | -------------------------------- | ---- |
| 1980 | "Last Dance at Danceland"        | Lista amerykańska R&B Singles    | 68   |
| 1980 | "Last Dance at Danceland"        | Lista brytyjska Top 40           | 61   |
| 1980 | "One Day I’ll Fly Away"          | Lista belgijska                  | 2    |
| 1980 | "One Day I’ll Fly Away"          | Lista brytyjska UK Top 40        | 2    |
| 1980 | "One Day I’ll Fly Away"          | Lista holenderska Single Top 100 | 1    |
| 1980 | "Same Old Story (Same Old Song)" | Lista amerykańska R&B Singles    | 34   |
| 1980 | "Same Old Story (Same Old Song)" | Lista belgijska                  | 25   |
| 1980 | "Same Old Story (Same Old Song)" | Lista holenderska Single Top 100 | 27   |

## Certyfikaty
| Kraj                  | Certyfikacja  | Sprzedaż |
| --------------------- | ------------- | -------- |
| Wielka Brytania (BPI) | srebrna płyta |          |